# Clubiona mujibari
Clubiona mujibari is een spinnensoort uit de familie struikzakspinnen (Clubionidae).
De wetenschappelijke naam van de soort werd in 1996 gepubliceerd door Vivekanand Biswas & Dinendra Raychaudhuri.